# Echios (Grek)
Echios (Ἔχιος) – Grek walczący pod Troją, ojciec Mekisteusa. Dwukrotnie wzmiankowany w Iliadzie [VIII 333; XV 339], w obu miejscach obok syna. Zabity przez Politesa. Homer pisze o nim [Il. XV 339]:

A Polydamas powalił w proch Mekisteusa, Echiosa
Zabił Polites w natarciu, boski Agenor Kloniosa.
Przeł. Kazimiera Jeżewska

W Iliadzie wymieniona jest także inna osoba o tym imieniu, Trojańczyk Echios.